# Mărgaia
Mărgaia falu Romániában, Erdélyben, Fehér megyében.

## Fekvése
Nagylupsa mellett fekvő település.

## Története
Mărgaia korábban Nagylupsa része volt. 1956 körül vált külön 78 lakossal.
1966-ban 60, 1977-ben 33, 1992-ben 10, a 2002-es népszámláláskor pedig 8 román lakost számoltak össze itt.